# Seznam invazních rostlin
Seznam invazních rostlin
- VZOR: Jméno (vědecké jméno), oblast původu → oblast invaze, invazní v Česku (A/N)?

(Zvýrazněné A znamená, že druh je v Česku považován za obzvlášť nebezpečný, zvýrazněné N znamená, že je v Česku naopak chráněn, (N) znamená, že se v Česku nevyskytuje)

## A
- akácie třísodárná
- ardisie
- astra čínská

## B
- bolševník perský (Heracleum persicum), střední Asie → Evropa (zejména Fennoskandinávie i s jižním cípem Švédska), (N)
- bolševník Sosnowského (Heracleum sosnowskyi), střední Asie → Evropa (hlavně Pobaltí), (N)
- bolševník velkolepý (Heracleum mantegazzianum), střední Asie → Evropa, Severní Amerika, A
- borovice hvězdovitá (Pinus pinaster), Středomoří
- borovice vejmutovka (Pinus strobus), Severní Amerika → Evropa (v závislosti na lokálních podmínkách vytlačuje borovici lesní), A

## C
- Caulerpa taxifolia  viz lazucha tisolistá
- cekropie štítovitá

## D
- dub červený (Quercus rubra)

## H
- hiptage bengálská
- hlodáš evropský

## Ch
- chininovník chmýřitý

## J
- janovec metlatý (Sarothamnus scoparius (L.) Wimm. ex Koch )
- jasan pensylvánský (Fraxinus pennsylvanica Marshall)
- javor jasanolistý (Acer negundo), A

## K
- kajeput bělodřevý (Melaleuca cajuputi)
- katlejána (Psidium cattleianum)
- klejicha hedvábná (Asclepias syriaca), Severní Amerika → Evropa, A
- klidemie štětinatá
- kolotočník ozdobný (Telekia speciosa), východní Evropa → střední a západní Evropa, A
- kopřiva dvoudomá (Urtica dioica), severní polokoule → Jižní Amerika, N
- kryptokoryna Beckettova (Cryptocoryne beckettii), Srí Lanka → USA, (N)
- křídlatka japonská (Reynoutria japonica), Japonsko, Korea, Čína → Evropa, A
- křídlatka sachalinská (Reynoutria sachalinensis), Sachalin → Evropa, A
- křídlatka česká (Reynoutria bohemica), kříženec k. japonské a sachalinské, který vznikl v Čechách → Čechy, A
- kustovnice cizí (Lycium barbarum ), A
- kyprej vrbice (Lythrum salicaria)

## L
- lalang válcovitý
- lantana
- lazucha tisolistá (Caulerpa taxifolia), litorál teplých moří → Středozemní moře, (N)
- lupina mnoholistá (Lupinus polyphyllus Lindl), Severní Amerika → Evropa, Nový Zéland, A

## M
- mimosa bělokvětá
- mimosa červená
- mikanie drobnokvětá
- mikónie olysalá

## N
- netvařec křovitý (Amorpha fruticosa)
- netýkavka malokvětá (Impatiens parviflora), Asie → Evropa, A
- netýkavka žláznatá (Impatiens glandulifera Royle), Asie → Evropa, A

## O
- oman pravý (Inula helenium)
- opuncie
- ostružiník himálajský

## P
- pajasan žláznatý  - Invazní, rychle rostoucí dřevina, plevelná především na městských stanovištích, Asie → Evropa, A
- Pereskia listnatý kaktus, Amerika → Jižní Afrika, biologická kontrola
- peurarie horská
- peťour malokvětý
- pirul brazilský
- pryšec obecný
- ptačí zob statný
- pupalka

## R
- rukevník východní (Bunias orientalis)

## S
- sadec vonný
- slunečnice topinambur (Helianthus tuberosus), A
- spartina anglická

## Š
- škumpa orobincová (Rhus hirta (L.) Sudw.)

## T
- tamaryšek větvitý
- trnovník akát (Robinia pseudoacacia), Severní Amerika → Evropa, A
- třapatka dřípatá (Rudbeckia laciniata )
- třtina křovištní (Calamagrosits epigeos)
- třtina rákosovitá (Calamagrosits arundinacea)

## V
- velerákos
- vlčí bob mnoholistý
- vodní hyacint (Eichhornia crassipes),
- vratič obecný (Tanacetum vulgare ),
- vodní mor kanadský
- vřesna faya

## W
- wakame
- wedelie trojlaločná

## Z
- zázvorovník
- zlatobýl kanadský (Solidago canadensis), A
- zlatobýl obrovský (Solidago gigantea Ait.), A
- zvonokvět ohňový